# Onthophagus semipacificus
Onthophagus semipacificus là một loài bọ cánh cứng trong họ Bọ hung (Scarabaeidae).